# Iōsīf Koloveros
Iōsīf Koloveros (in greco Ιωσήφ Κολοβέρος?; 28 agosto 2002) è un cestista greco.

## Carriera

### Nazionale
Nel 2019 ha partecipato al Mondiale Under-19, concluso al decimo posto finale.